# Agung de Matarão
Agung Anyokrokusumo, conhecido como Agung de Matarão (Kota Gede, 1593 - Pleret, 1645) foi o primeiro sultão do Sultanato de Matarão, país que governou entre 1613 e 1645. Durante seu mandato, Mataram tornou-se a potência hegemônica da ilha de Java, hoje parte da Indonésia. Em 1625 ele adquiriu o título de susuhunan, equivalente ao de sultão. Em 1639, ele enviou uma embaixada a Meca com o objetivo de tornar Mataram um sultanato oficial. Em 3 de novembro de 1975, ele foi nomeado herói nacional da Indonésia.

## História
Agung expandiu os territórios de Matarão, especialmente ao longo da costa nordeste de Java. Algumas de suas ações mais importantes incluíram transformar Tuban em um porto de guerra, conquistar Madura (1624), conquistar e destruir Surabaya, forçar o governo de Cirebon à vassalagem e conquistar o extremo oeste de Java.
Em 1629 ordenou o cerco da cidade de Batávia (antigo nome de Jacarta), então pertencente aos holandeses, mas sem sucesso. Não foi até o reinado de seu filho, Amangkurat I (r. 1645-1677) que Matarão e os Países Baixos se tornaram aliados. Em 1639 Agung tentou tomar Bali e Balambagan; ele foi capaz de apreender Balambangan, mas perdeu para Bali e os habitantes desta ilha reconquistaram após a derrota de Mataram as posses em Balambangan.
Quando morreu, foi sepultado em Imogiri, um famoso cemitério real indonésio ainda em funcionamento como tal, ordenado por ele para ser construído.
- Sultanato de Matarão
- Índias Orientais Neerlandesas